# Цимоль
Цимоль (исп. Tzimol) — посёлок в Мексике, штат Чьяпас, входит в состав одноимённого муниципалитета и является его административным центром. Численность населения, по данным переписи 2020 года, составила 6441 человек.

## Общие сведения
Маркос Бесерра перевёл название Tzimol с языка чанеабль как — старая собака.
Поселение было основано в колониальный период, путём слияния нескольких ранчерий: Мамантик, Лас-Маргаритас и Ислапа, которые были основаны знатными семьями из Комитана, а также переселившихся из деревни Искитенанго индейцев тохолабали.
В 1931 году Цимоль становится административным центром одноимённого муниципалитета.
В 1980 году построена асфальтированная дорога до Комитана и Пухильтика.